# Francesca Leone
Francesca Leone (Roma, 12 de marzo de 1964) es una pintora, escultora y ocasional actriz italiana, hija del director de cine Sergio Leone y de la actriz y bailarina Carla Leone.

## Carrera

### Inicios y cine
Pasó sus años de infancia y adolescencia en el mundo internacional del cine y el arte debido a las profesiones de sus padres. Su formación artística se desarrolla en un clima lleno de estímulos y fermentos culturales. Después de haber seguido un curso de escenografía en la Academia de Bellas Artes de Roma, se dedicó por completo a la pintura. Asistió a una escuela de postgrado, graduándose bajo la dirección del profesor Lino Tardia en la Universidad de Bellas Artes de Roma. Como actriz apareció en varias producciones cinematográficas de su padre, normalmente en roles de reparto o extra.

### Arte
Como artista, en 2007 participó en la exposición comisariada por Claudio Strinati para el Alto Comisionado de las Naciones Unidas para los Refugiados (ACNUR) en los Museos Capitolinos de Roma. Más tarde tuvo su primera exposición individual, "Riflessi e Riflessioni", en el Loggiato di San Bartolomeo di Palermo en abril de 2008. "Flussi Immobili" es el título de otra exposición personal celebrada en marzo de 2010 en la Galleria Valentina Moncada en Roma; al mismo tiempo, sus obras se exhibieron en la exposición "El arte contemporáneo para el templo de Zeus" en el Parque Arqueológico del Valle de los Templos de Agrigento, junto con los de cincuenta artistas internacionales entre los que se incluyen Arman, Mimmo Jodice, Hermann Nitsch y Daniel Spoerri. La Opera Gallery de Londres le dedicó una exposición personal en septiembre de 2012 después de la conclusión de los Juegos Olímpicos celebrados en la capital inglesa.
En 2017 realizó otra importante exposición en el Museo de Arte Contemporáneo de Roma, donde exhibió "Giardino", una compleja exposición que combina el trabajo de su exitosa serie "Our Trash" con tres obras monumentales en cemento, resultado del trabajo continuo de la investigación de la artista siempre sobre el tema del medio ambiente y la memoria. Actualmente vive y trabaja entre las ciudades de Roma y Miami.